# 潘德惠
潘德惠（1928年—），男，奉天蓋平县（今辽宁盖州市）人，中国数学家，东北大学教授，曾任中国数学会理事。